# Representación de Jesús de Nazaret

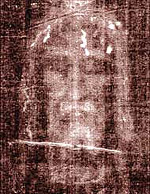
Imagen parcial del Sudario de Turín, también llamado Sábana Santa. Algunas personas creen que esta imagen refleja el rostro real de Jesucristo.

Muchas representaciones son íconos cristianos y varias de ellas son del arte medieval. Dichas imágenes presentan características comunes que son universalmente asociadas con Jesucristo, aunque carecen de evidencia histórica comprobable. Los evangelios no dan una descripción del aspecto físico del personaje en cuestión. Durante la persecución de cristianos en el Imperio romano, el arte cristiano fue ambiguo y las imágenes más antiguas que nos han llegado pertenecen a los siglos III y IV en las paredes de los sepulcros cristianos catacumbas. Es ahí únicamente donde Jesucristo es representado de dos maneras distintas: viejo barbado con una toga y joven imberbe sosteniendo una vara (símbolo de poder) la cual le sirve para convertir el agua en vino (Jn 2:1-11), multiplicar los panes y peces (Jn 6:1-14) y para resucitar a Lázaro (Jn 11:1-45). Hace sus milagros de sanación con el ademán de imposición de manos. El aspecto juvenil y la vara mágica pueden indicar que los cristianos primitivos lo consideraban una especie de mago. Algunos estudiosos sugieren que el Evangelio de Marcos, Evangelio secreto de Marcos y Evangelio de Juan (Evangelio de los Signos), lo muestra como un mago o divinidad (aparte de él, únicamente el apóstol Pedro es representado también con una vara). Las misteriosas imágenes de "El Buen Pastor" lo representan como un hombre joven, sin barba y con un rebaño son interpretadas como "El Pastor de Hermas".
Las más conocidas representaciones de Jesucristo son con el pelo largo y gran barba. El egiptólogo británico John Romer (1941-), en su Siete maravillas del mundo, señaló la similitud entre esa representación de Jesucristo y las de Zeus o Júpiter padre de los dioses paganos y protector del Imperio romano. Por una costumbre judía se cree que Jesucristo tenía barba. Debido a que no hay alguna fuente gráfica o palpable confiable de su aspecto es posible que se hayan basado de testimonios oculares o tradiciones verbales. Por otro lado, las representaciones artísticas se basaron en simples ficciones por lo que no existen retratos de él. Una vez que empezó a ser representado con el pelo largo y con barba, estas imágenes empezaron a ser aceptadas como su aspecto físico original.
Sin embargo, algunas imágenes son aceptadas como su verdadero rostro por algunos creyentes.
Hacia el año 525 apareció el "Mandylion" (o Imagen de Edesa), que se atribuyó a una leyenda creada por el seudohistoriador palestino Eusebio de Cesarea (263-339) ―el creador de la carta de Jesucristo al rey Abgar V de Edessa (20 a. C.-50 d. C.)― que afirmó por escrito que cuando Jesucristo se lavó el rostro con agua y lo secó con un manto dejó su imagen grabada en dicha tela, y que dicho objeto había sido enviado al rey Abgar V, quien había pedido que Jesucristo lo sanara de su enfermedad. 
Varias réplicas de esta «imagen no hecha por manos humanas» permanecen en circulación. Hasta el siglo XIX, no era común encontrar impresiones de este ícono en hogares anglicanos. Existe también el Sudario de Turín, creado entre 1260 y 1353 (el año en que fue «descubierto»), y que está basado en el Mandylion. El sudario actualmente se venera en la capilla real de la Catedral de San Juan Bautista, en Turín (Italia).
Íconos de Jesucristo y María son tradicionalmente aceptados por muchos ortodoxos como pintados originalmente por Lucas el Evangelista.

## Imágenes cristianas de Jesucristo

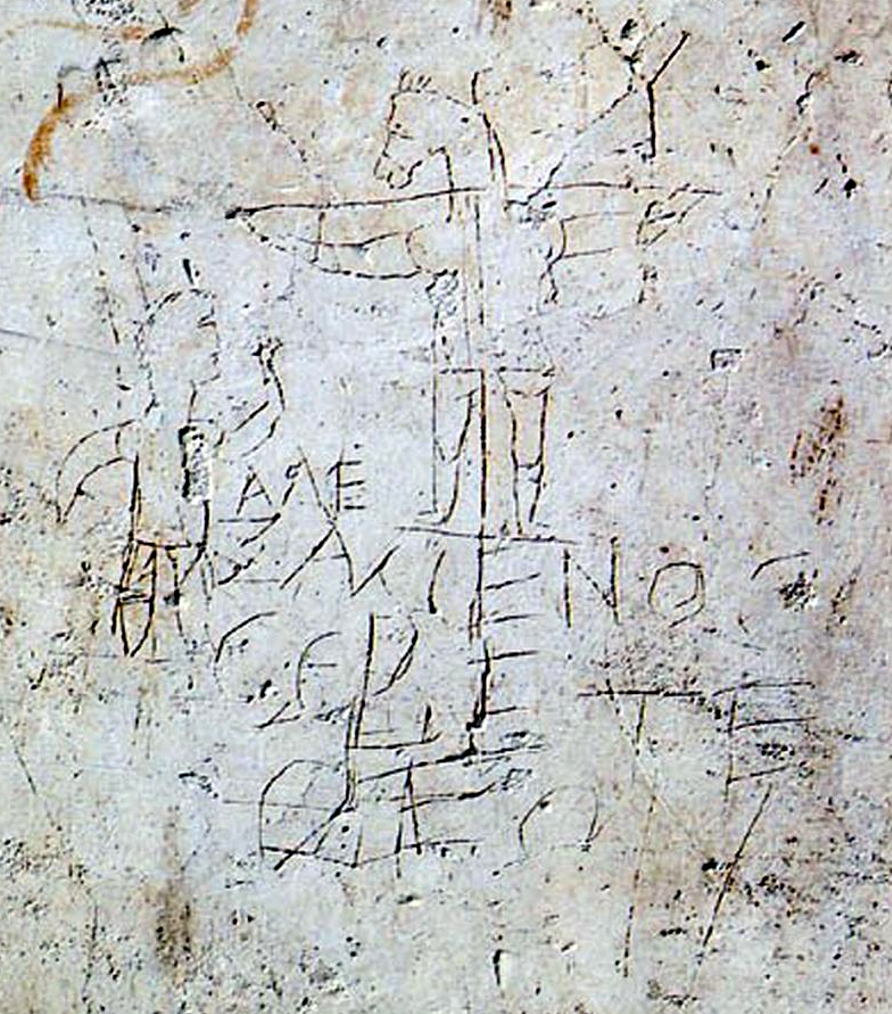
Un asno crucificado. Se cree que es un antiguo grafito anticristiano, dice: "Alexámenos adora a [su] dios"

Los primeros cristianos no representaban a Jesucristo, sino empleaban símbolos como el Ichthys (pez), el Lábaro (Chi-Rho) y un ancla. Temas comunes fueron sus sanaciones y bautismo (mostrado dentro del agua y con Juan el Bautista derramándole agua en su cabeza). Este tipo de imágenes predominaron en los primeros siglos del arte cristiano.
Cuando el cristianismo salió de las catacumbas y se volvió religión del estado, las imágenes de Jesucristo comenzaron a tomar más importancia: representado con una toga real y con un halo solar. Permanece el tema de "El Buen Pastor", como se ve en el mosaico arquitectónico de la iglesia de San Cosme y Damiano en Roma, donde los 12 apóstoles también son representados como pastores bajo un Jesucristo imperial. Desde esa época es como empieza a representarse como el hombre barbado y de pelo largo que nos ha llegado hasta nuestros días.
El estudioso francés Paul Vignon (1865-1943) listó 15 similitudes (como la marca tílaka en la frente) entre los íconos de Jesucristo de esa época (particularmente el Pantocrátor o "Mesías todopoderoso"), debido a que los artistas disponían de copias del Mandylion.

### Grafito de Alexámenos
Se cree que la imagen más antigua referente a Jesucristo es un grafito anticristiano realizado entre los siglos II y III, hallado en una pared cerca del monte Palatino, en la ciudad de Roma. Aparentemente fue dibujado por un soldado romano como burla a un soldado cristiano, o por un estudiante del Paedagogium (escuela) como sorna hacia un estudiante cristiano. Dice en griego «Αλεξαμενοσ σεβετε θεον» [Aleksámenos sebete zeón] (‘Alexámenos adora a [su] dios’) y muestra un hombre rezándole a un personaje crucificado con cabeza de asno. La cabeza del asno parece ser un prejuicio romano contra los judíos, así que la imagen se considera tanto antisemita como anticristiana. La mayoría de los estudiosos concuerdan en que la inscripción es una representación irónica contra los cristianos.
Algunos estudiosos creen que el dibujo se refiere al dios Dioniso u otra deidad, aunque en ocasiones un criminal era ejecutado portando un disfraz como entretenimiento para la multitud romana.

### Representaciones convencionales
Estas incluyen:
- Santa Faz
- Theotokos (madre e hijo)
- Bautismo de Jesús
- Crucifixión de Jesús
- Descendimiento de la cruz
- Piedad (madre e hijo muerto)
- Muerte y resurrección de Jesucristo
- Cordero de Dios
- Pantocrátor
- El Juicio Final

### Representaciones no convencionales

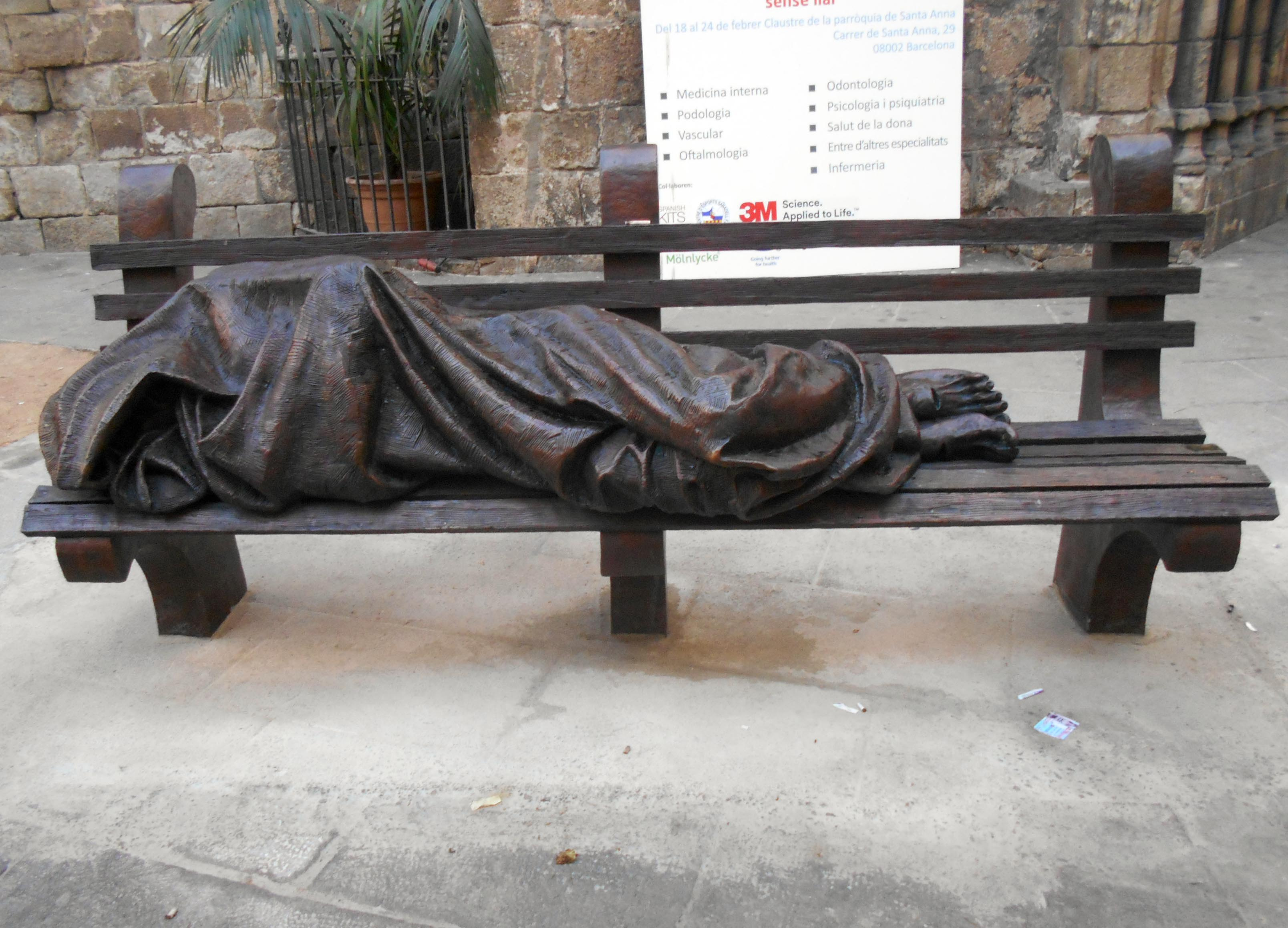
Jesus Homeless, de Timothy Schmalz (Barcelona, 2019).

Artistas modernos se han enfocado a los aspectos de la Encarnación del Jesús histórico y han creado imágenes no convencionales tales como representarlo con rasgos negroides, europeos, mongoloides y también como una mujer.

## Jesús en el islamismo
Varios Hadiz citan a Mahoma describiendo a Isa (nombre islámico de Jesús) aparecido en un sueño durante la ascensión del mismo Mahoma al cielo:

Mientras dormía, me vi en a mí mismo (en un sueño), haciendo Tawaf [circunvalación de la Casa de Dios en Makkah]. Vi un hombre rubicundo y de pelo lacio, con agua escurriendo de su cabeza, pregunté: «¿Quién es?». Contestaron: «El hijo de Maryam [María]». [...] 
 Abdullah narró: El profeta dijo: “Mientras dormía cerca de K’ba en la última noche, vi en mi sueño un hombre de color marrón, el mejor de ellos y con el pelo largo que le caída hasta los hombros. Su pelo era lacio y agua le escurría de la cabeza y tocaba con sus manos los hombros de dos hombres que circunvalaban la Ka’ba. Pregunté: “¿Quién es?”. Me contestaron: “Es Jesús, el hijo de María”». [...] 
 Salim narró a su padre: No, por Alá, el profeta no dijo que Jesús fuese de tez rubicunda [de bueno color y que parece gozar de completa salud] sino que dijo: «Mientras dormía circunvalando la Ka’ba [en mi sueño], repentinamente vi un hombre de tez marrón y pelo lacio caminando entre dos hombres, y agua goteándole de su cabeza. Pregunté, “¿Quién es?”. La gente dijo: “Es el hijo de María”. [...] 
 Abu Huraira narró: El apóstol de Alá dijo: «En la noche de mi ascensión al cielo [...] vi a Jesús, quien tenía estatura promedio y la cara roja como si acabara de salir del baño [caliente].
Muhammad Ibn Ismail Al-Bujari

## Controversias
La representación de Jesús ha sido controvertida desde el Concilio de Elvira (en el año 306), que estableció en el canon 36 que en las iglesias no debería encontrarse ninguna imagen de adoración.
En el siglo XVI, Juan Calvino y otros reformadores protestantes denunciaron la idolatría de las imágenes de Cristo y pidieron su remoción.
Debido a su comprensión del segundo de los Diez Mandamientos de la Biblia, la mayoría de los evangélicos no tienen una representación de Jesús en sus lugares de culto.
En 2020, cristianos afroestadounidenses criticaron la representación europea de Cristo, porque no sería fiel a Jesucristo, que debido a su etnia debería haber tenido la piel oscura.

## Ejemplos gráficos

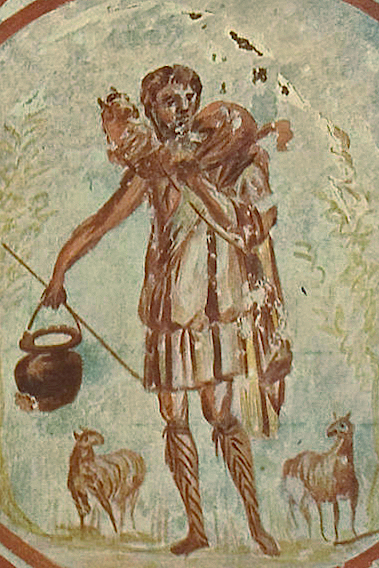
Jesús como El Buen Pastor. En el techo de la catacumba de San Calisto, mediados del siglo III.
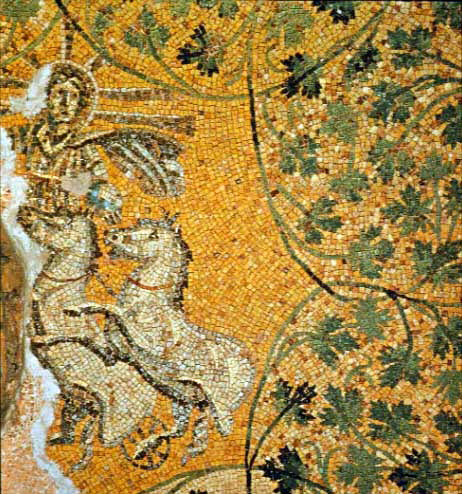
Jesús como el dios-sol Helios/Sol Invictus montando su carro. Mosaico del siglo III en las grutas vaticanas debajo de la Basílica de San Pedro.
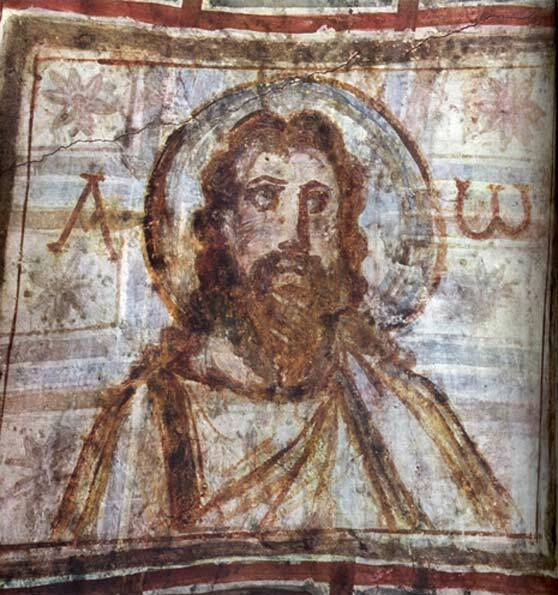
Pintura mural de la catacumba de Comodilla. Una de las primeras imágenes de Jesús con barba, como el dios Zeus, finales del siglo IV.
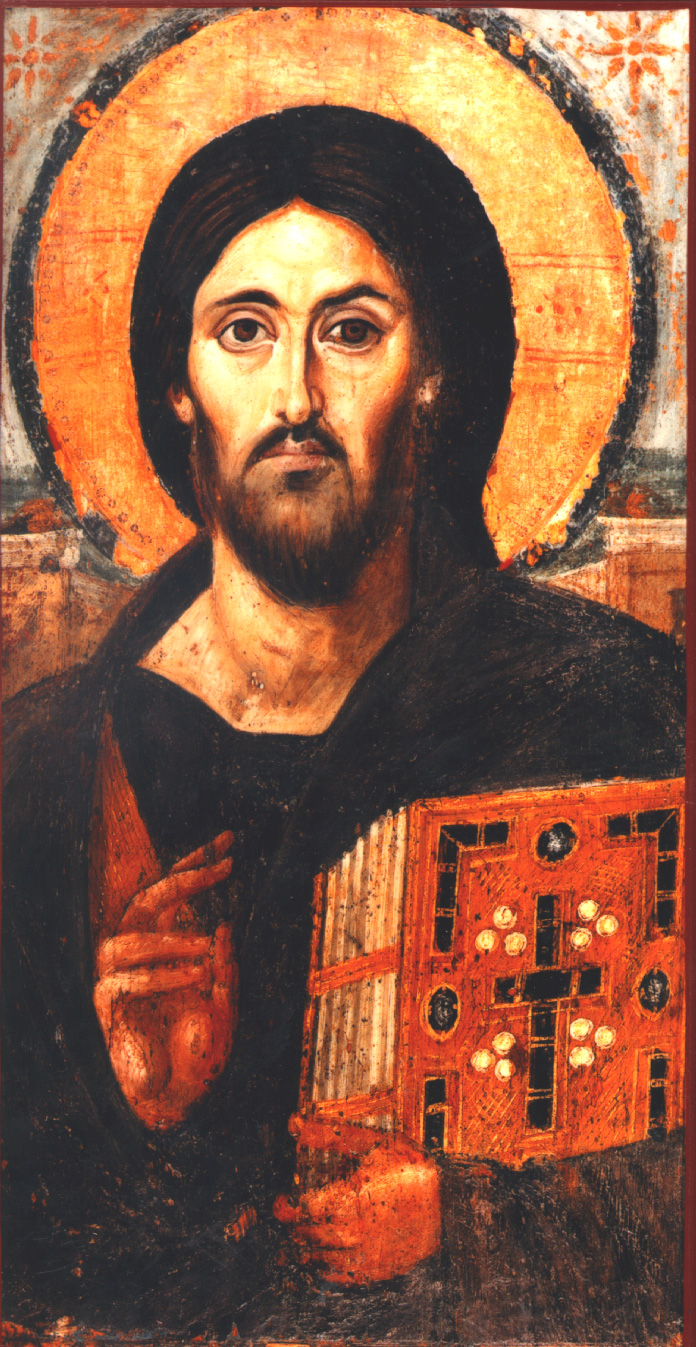
Representación de Jesús en el Monasterio de Santa Catalina del Monte Sinaí, siglo VI. Se la considera una de las copias del Cristo Chalkites del Gran Palacio de Constantinopla.
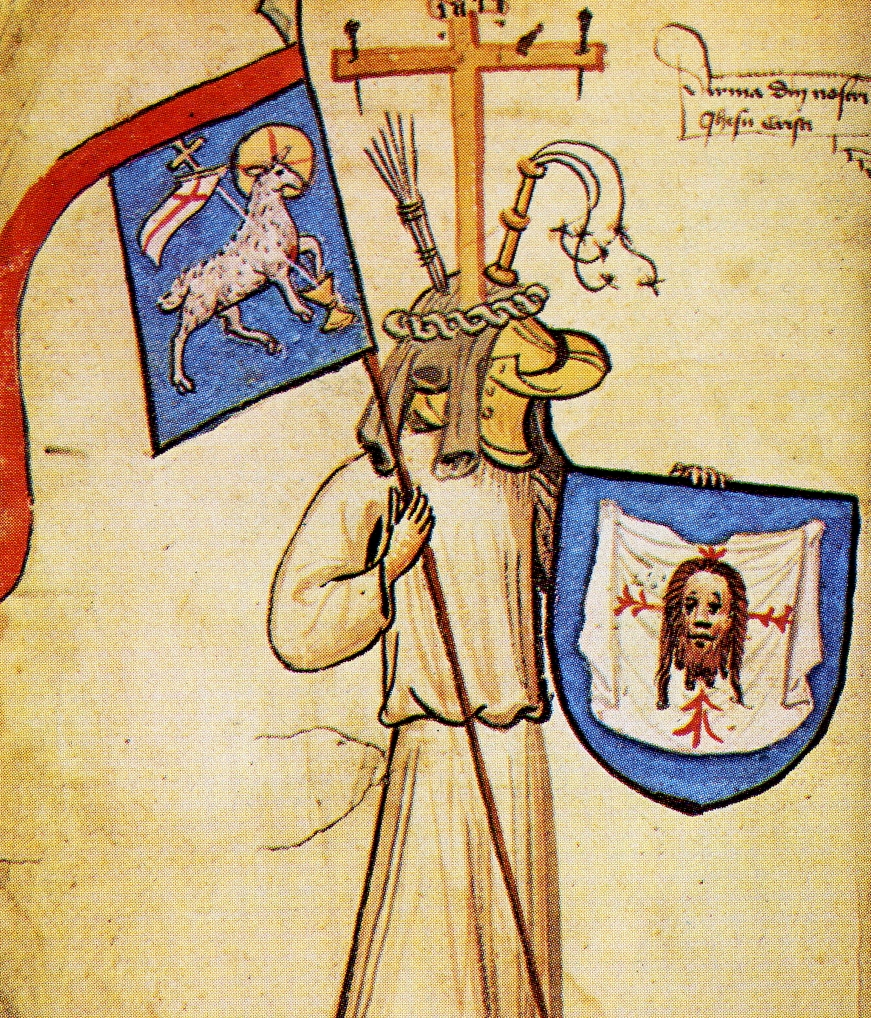
Una imagen de Jesús como caballero medieval portando un blasón de los oficiales de armas basado en el Velo de Verónica
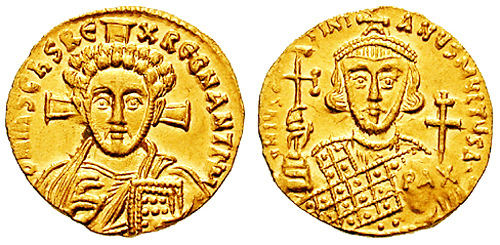
Jesús en una moneda del siglo VIII.
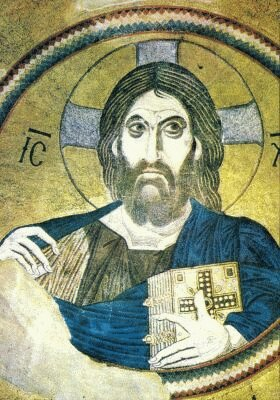
Imagen del siglo XI de Jesús con el halo con cruz. Estas imágenes son características de la iconografía de la iglesia ortodoxa oriental.
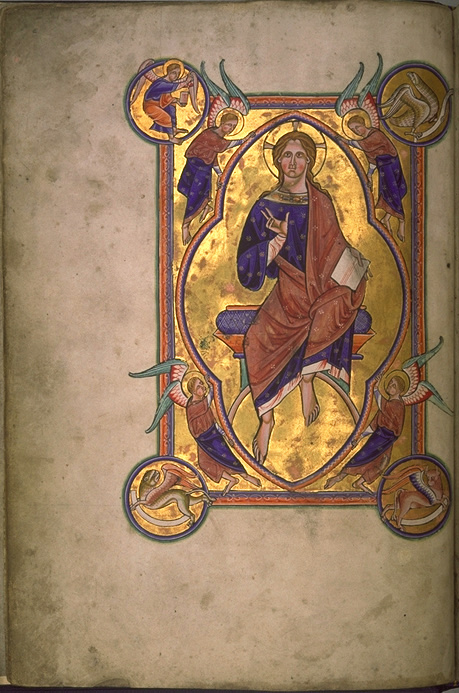
Cristo en majestad en el Bestiario de Aberdeen.
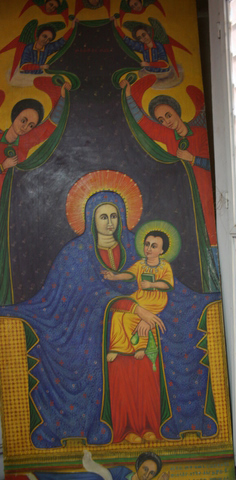
Una repreentación de Jesús en la Iglesia ortodoxa etíope, nótese los rasgos distintivos de esta cultura.
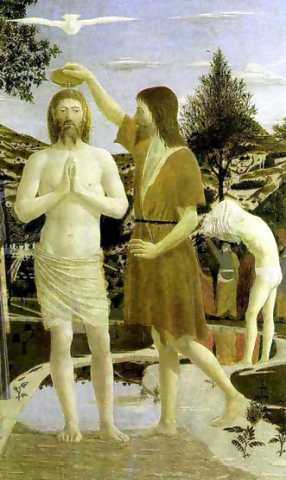
Bautismo de Cristo, por Piero della Francesca, 1449.
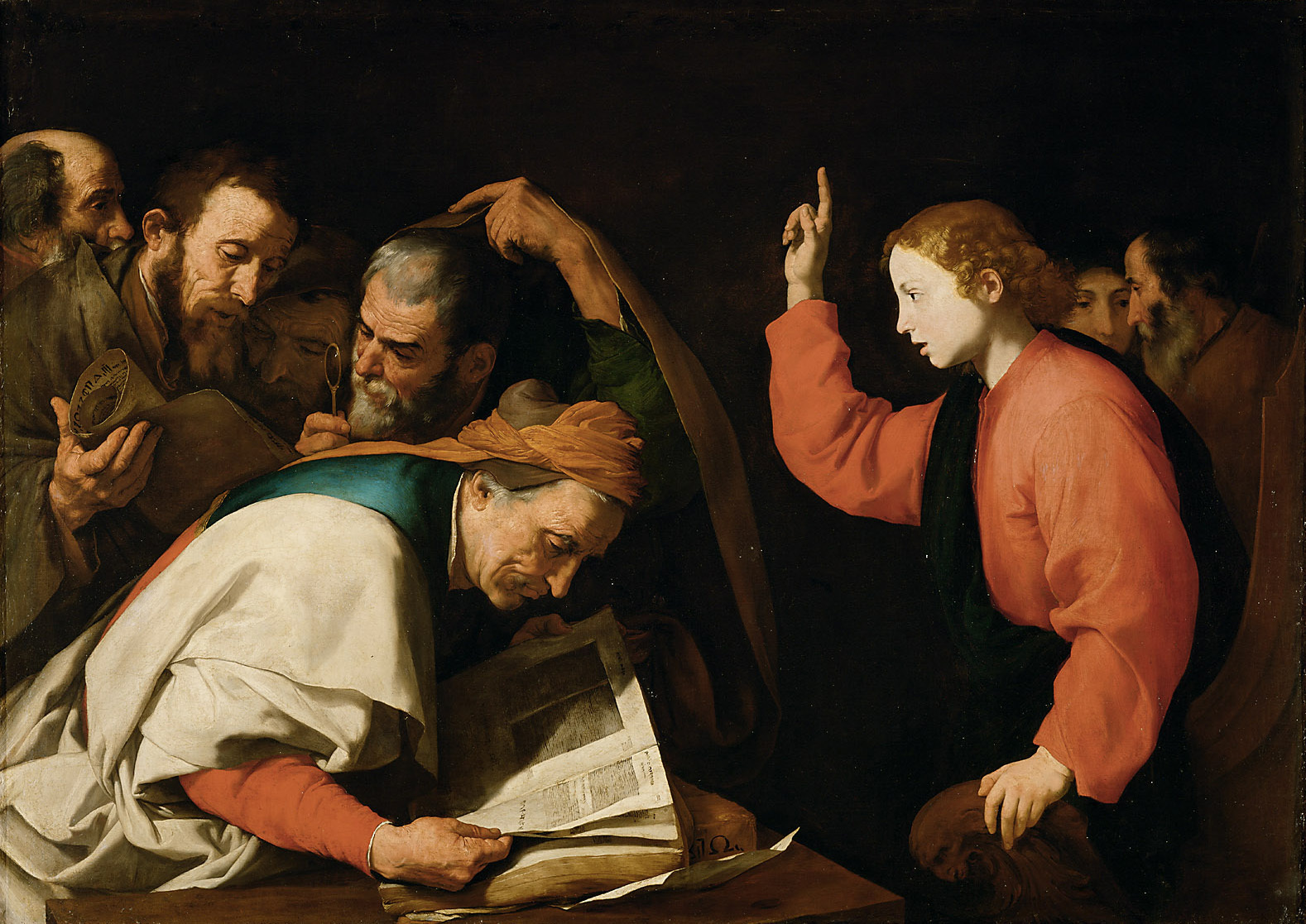
Jesús, a los 12 años de edad, con los versados en la fe, por José Ribera.
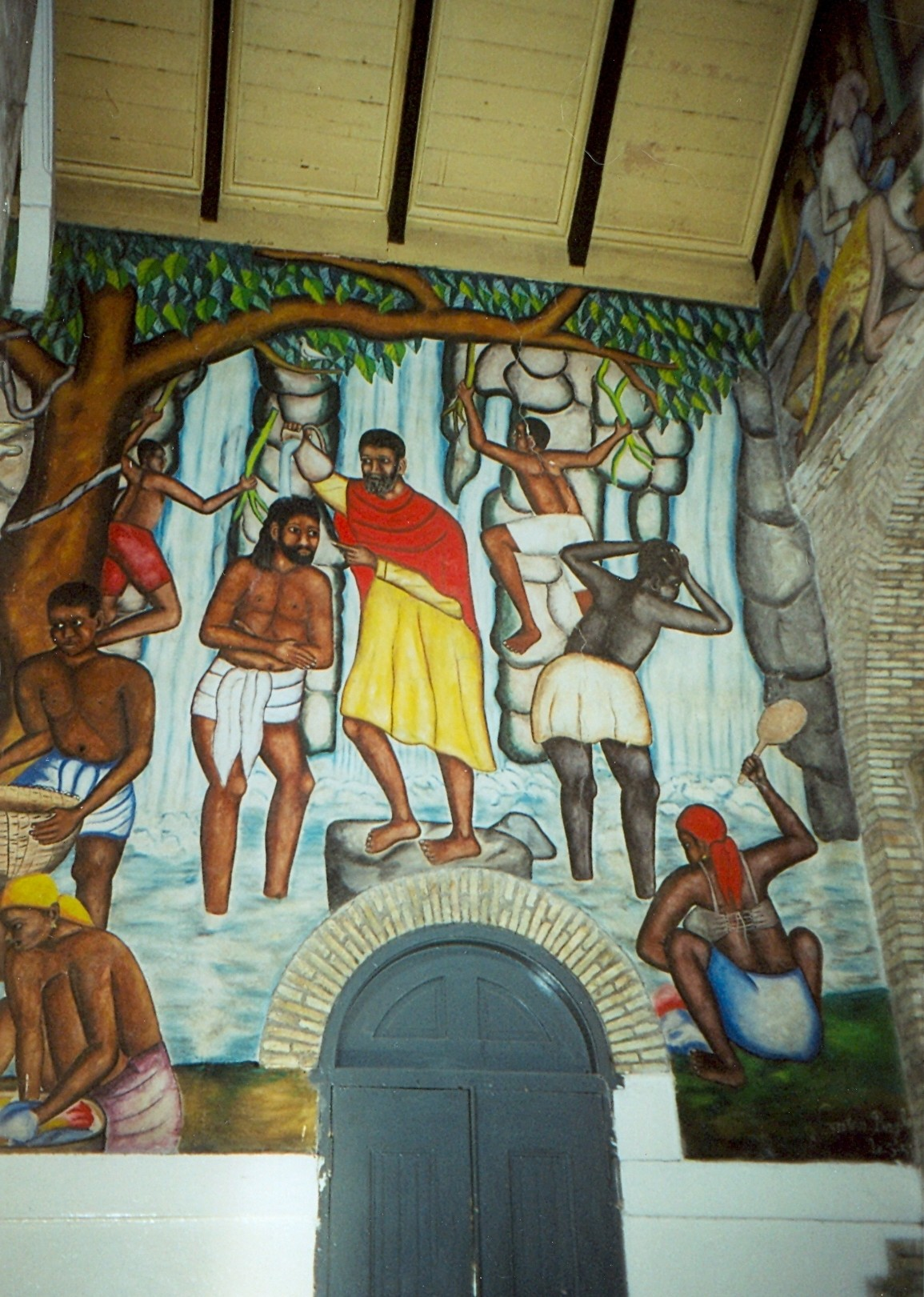
Mural del bautismo de Jesús en una iglesia rural haitiana, Catedral de la Trinidad, Puerto Príncipe, Haití.
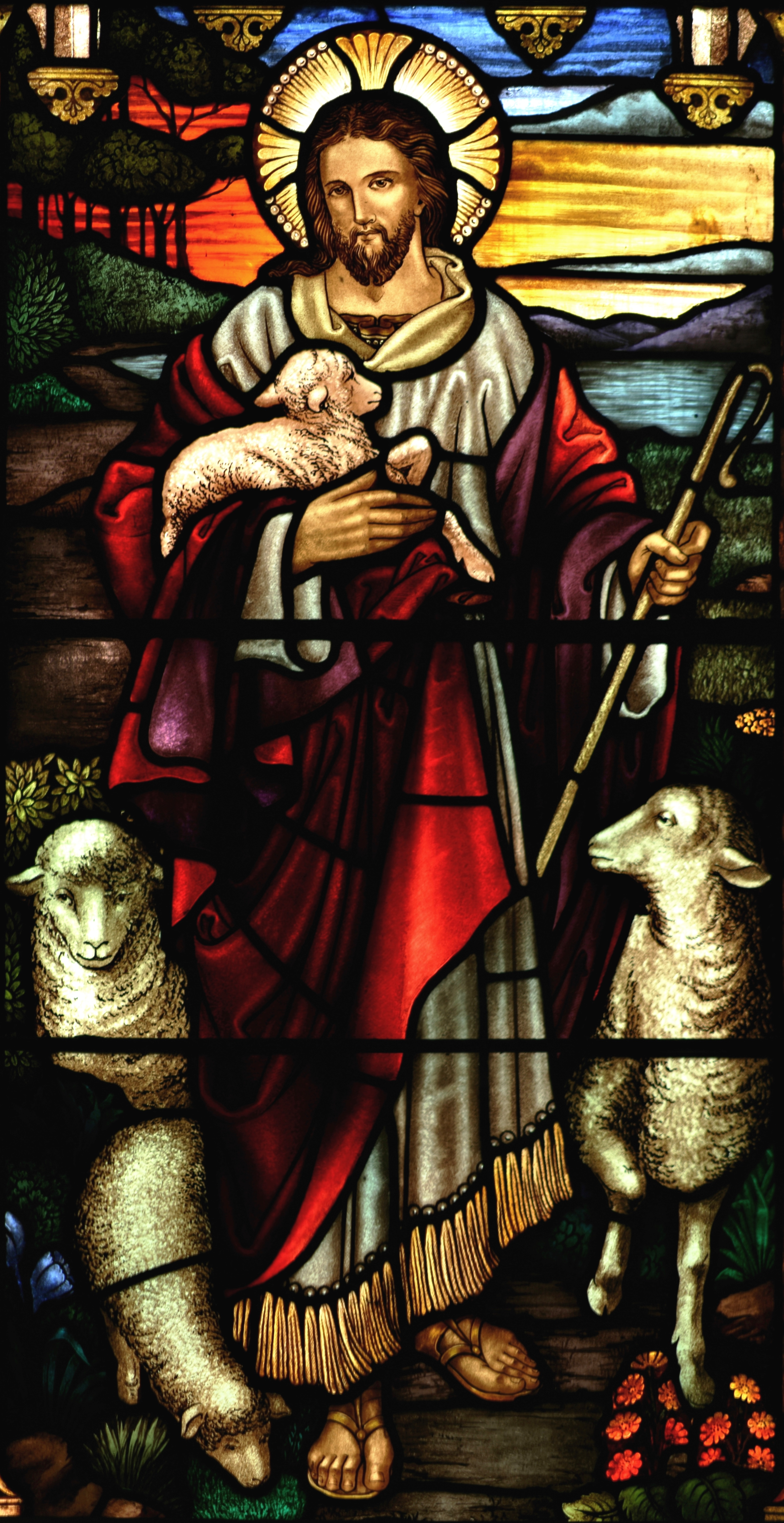
Jesus as Good Shepherd (stained glass at St John's Ashfield.
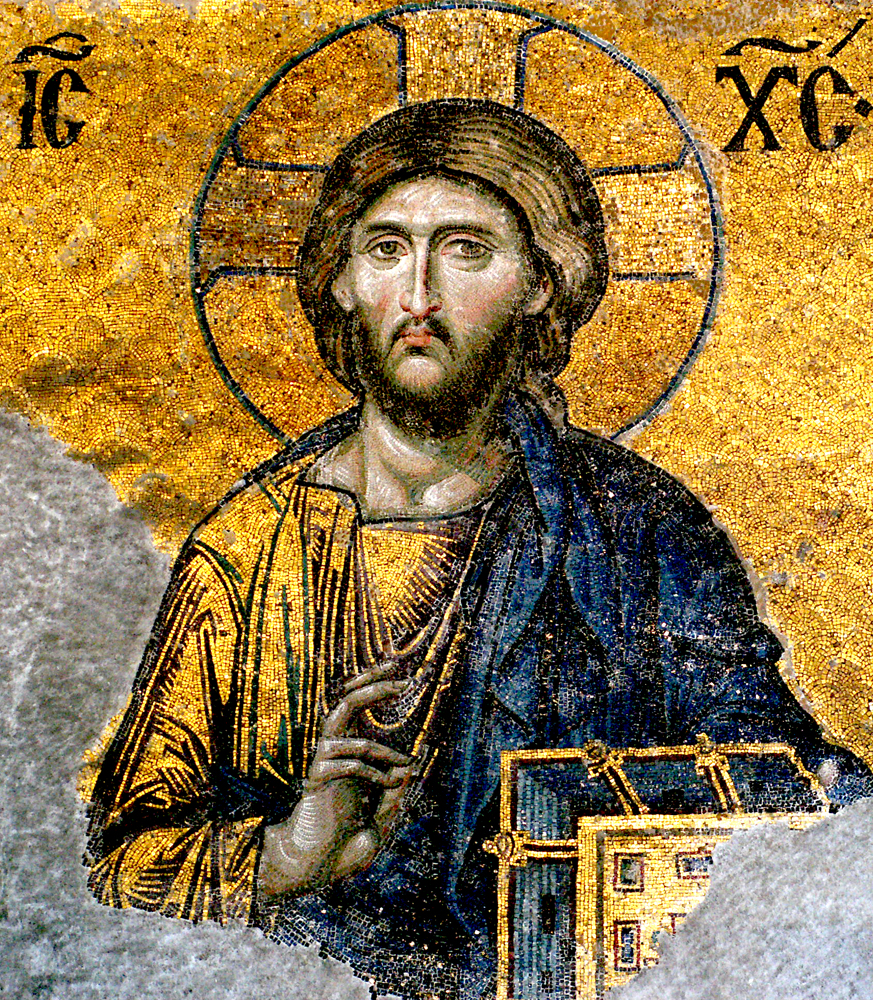
Pantocrátor de la iglesia de Santa Sofía.
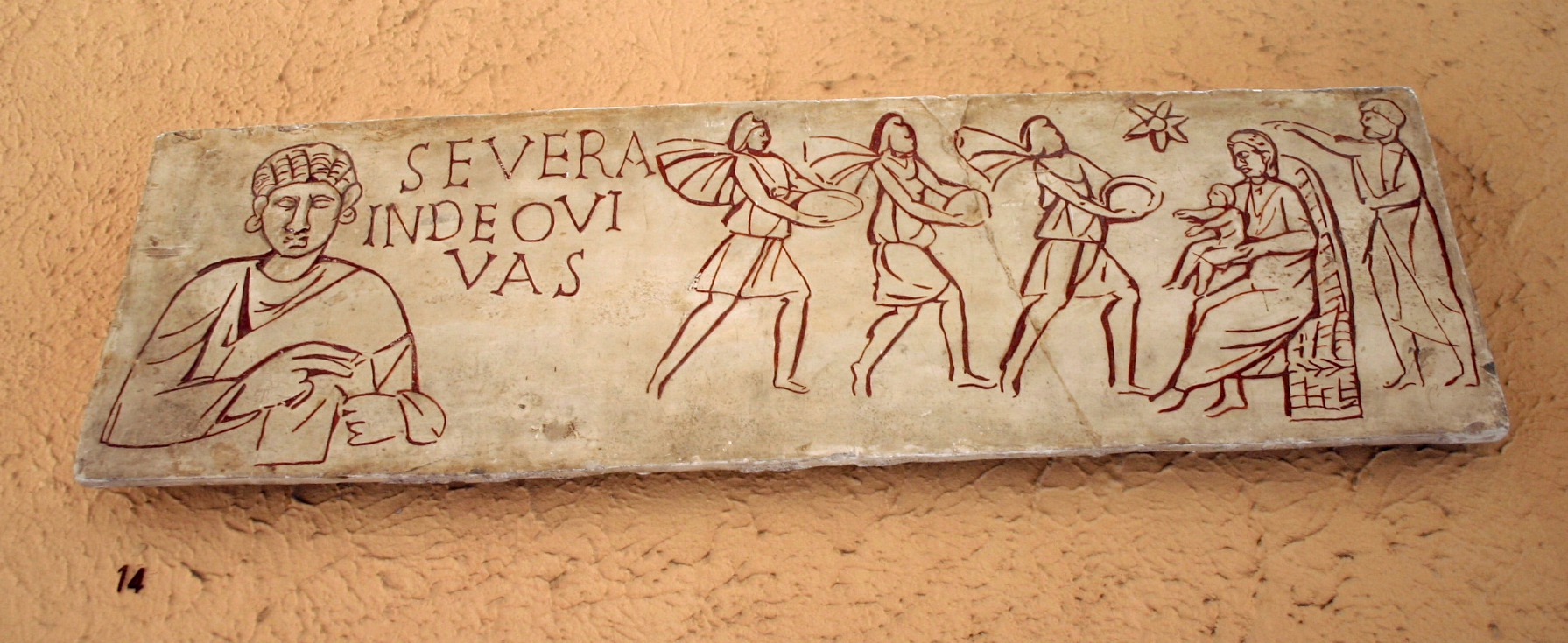
Adoración de los magos.
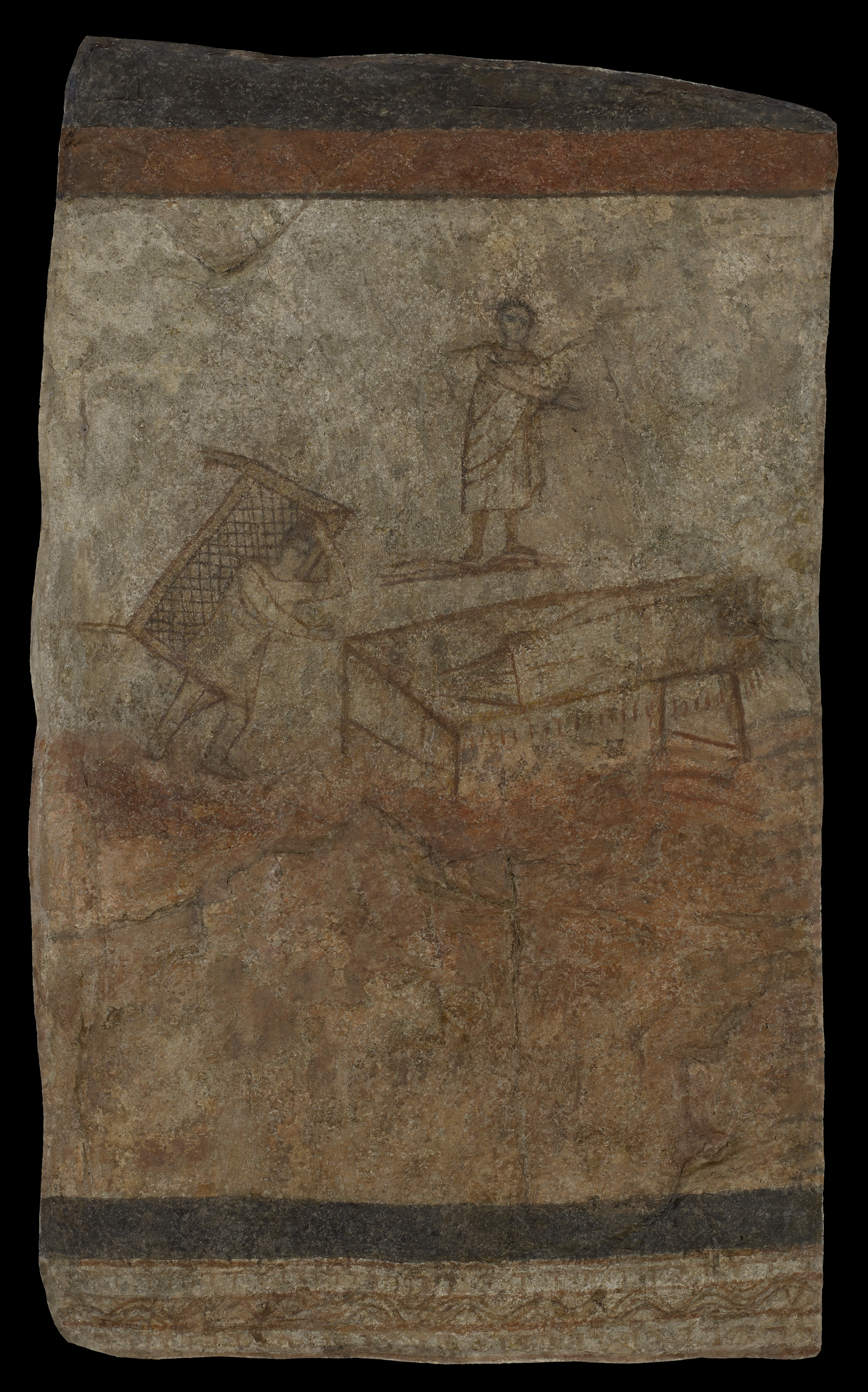
Jesucristo cura a un paralítico.
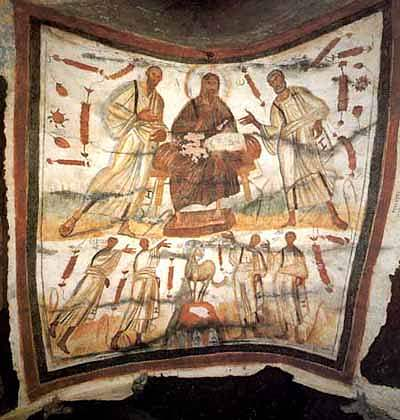
Jesucristo acompañado de Pedro y Pablo.
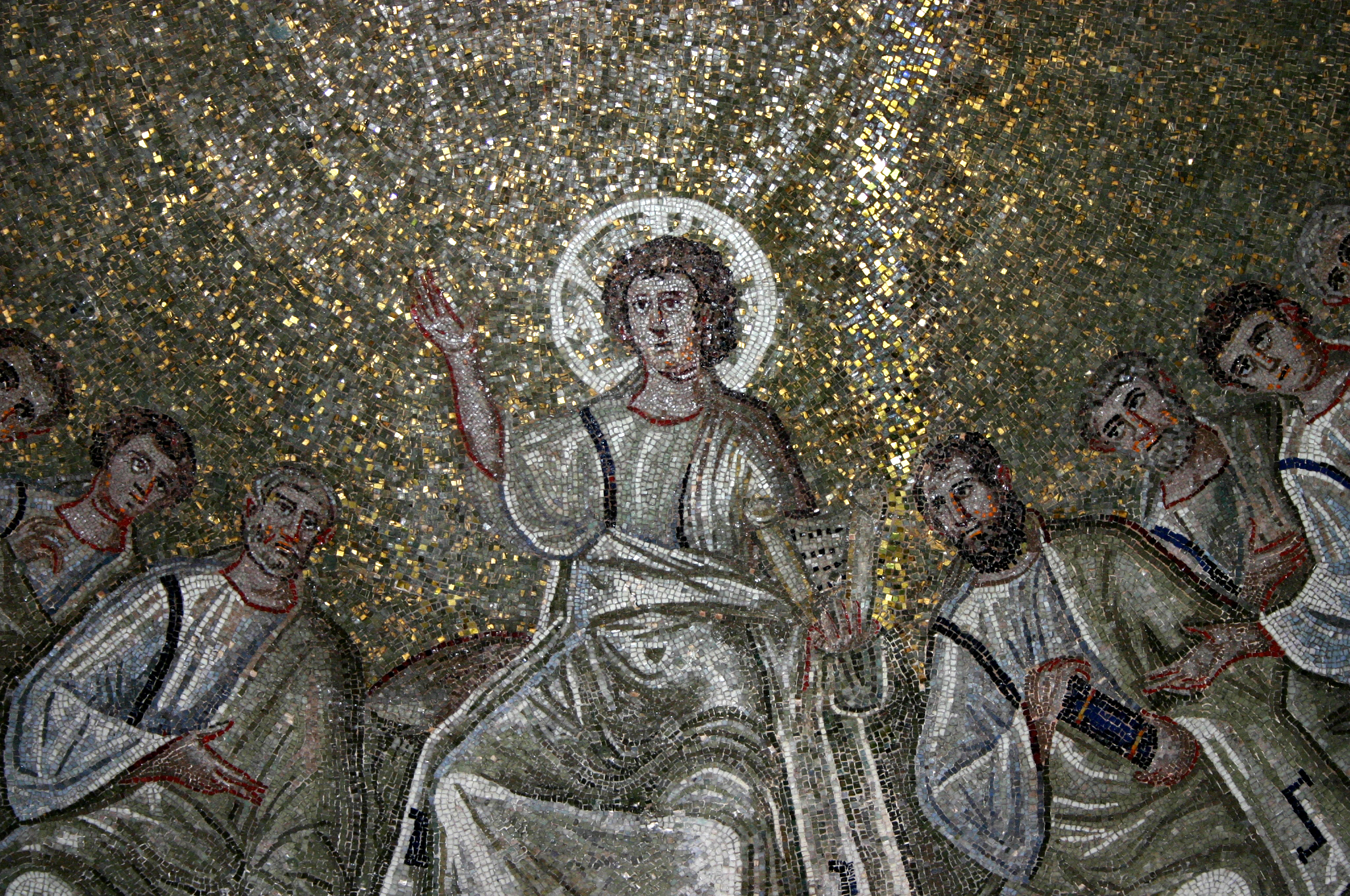
Jesucristo como maestro.
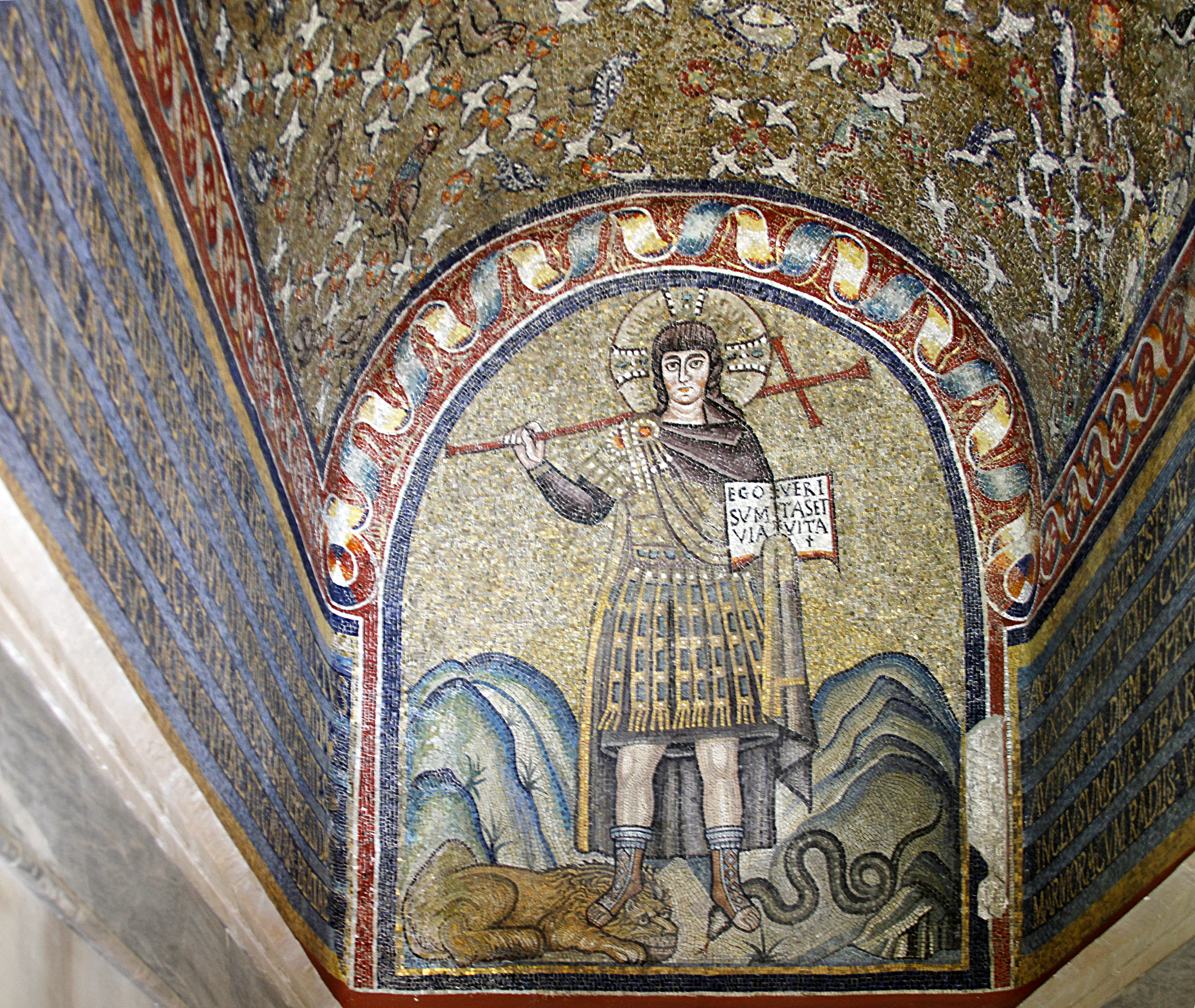
Jesucristo como emperador.
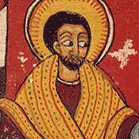
Representación en una iglesia etíope.
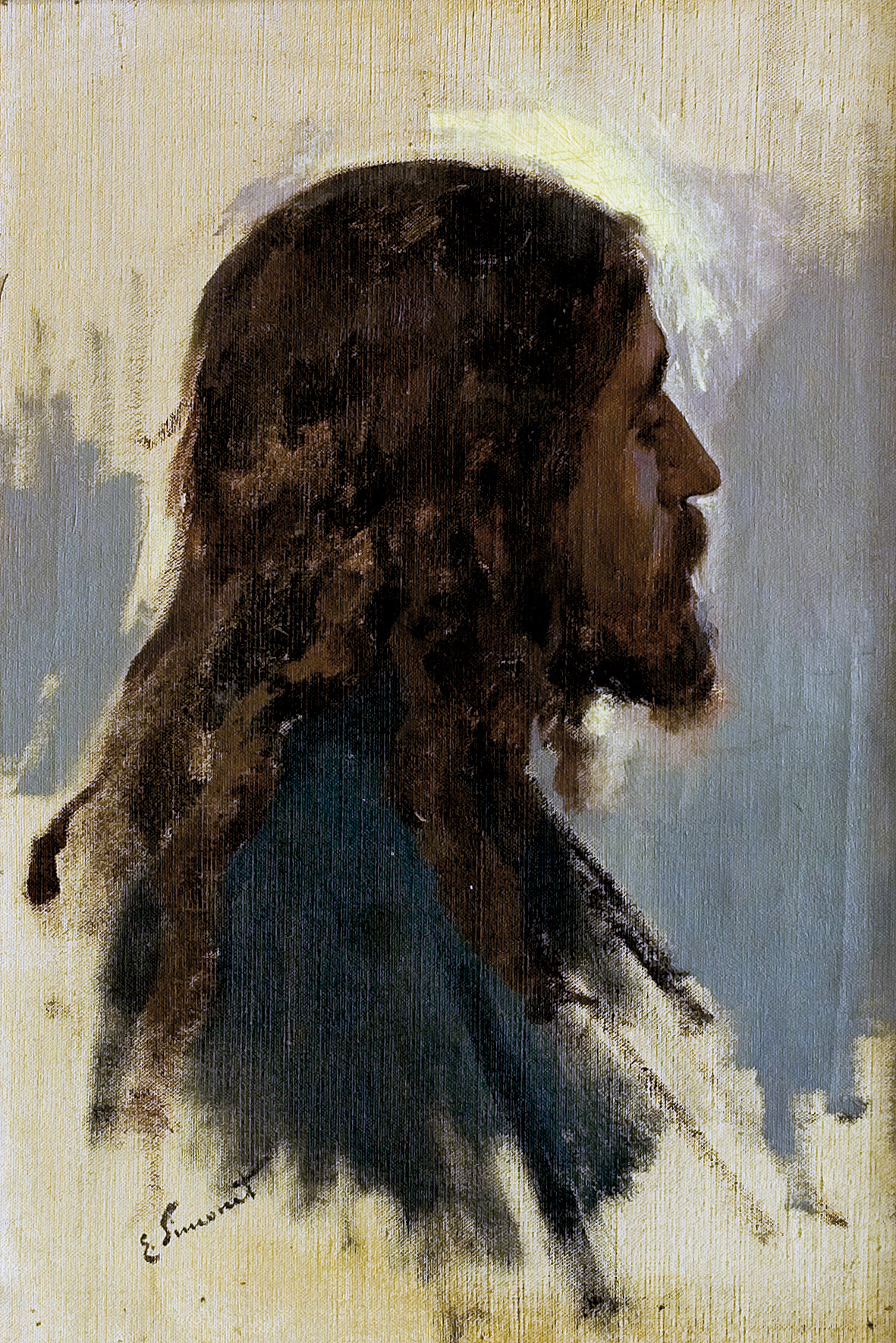
Cabeza de Jesús (1890) de Enrique Simonet.
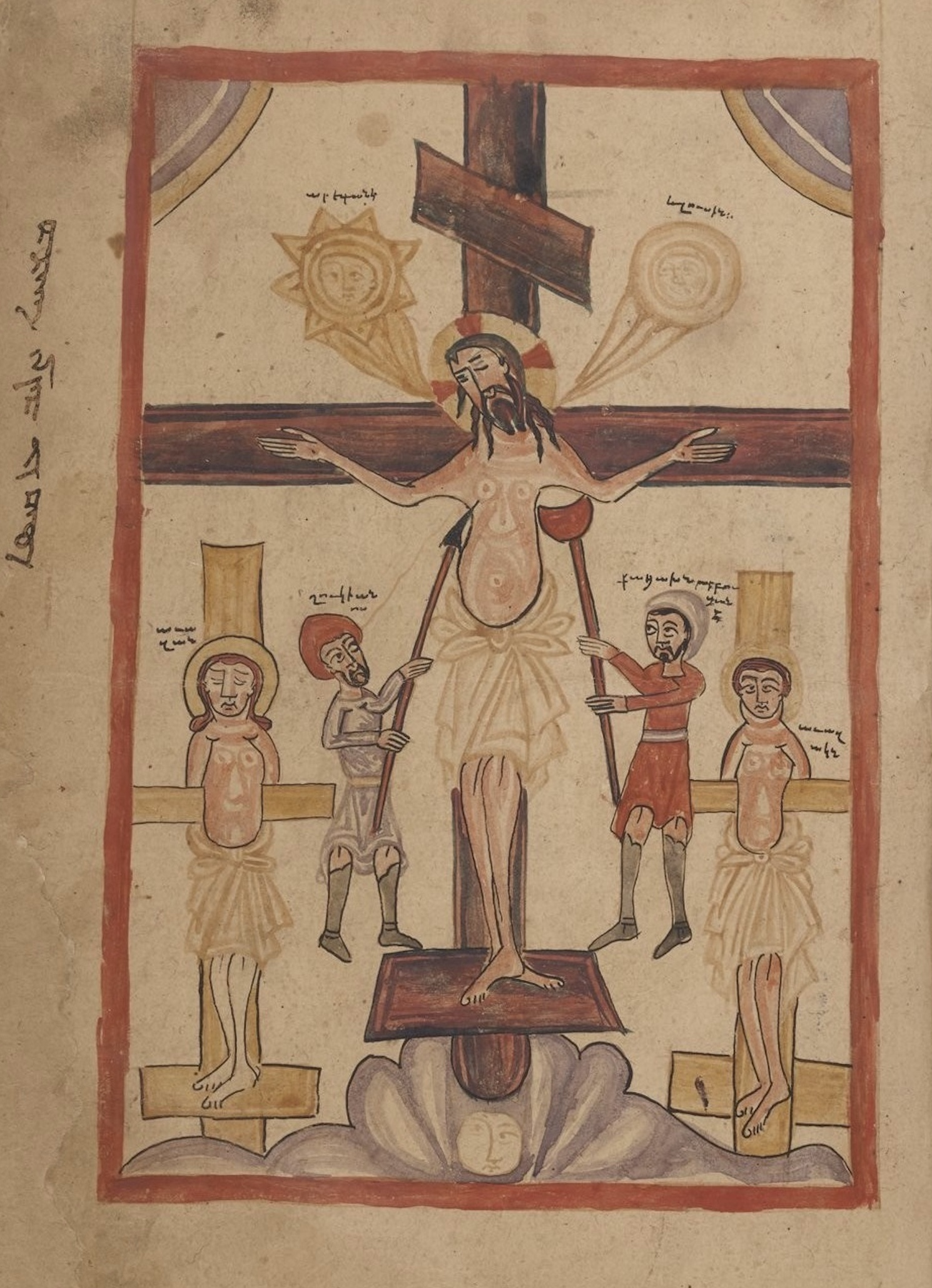
Una «crucifixión de Jesús» nestoriana, ilustración pertenece al Evangeliario nestoriano, siglo XVI.
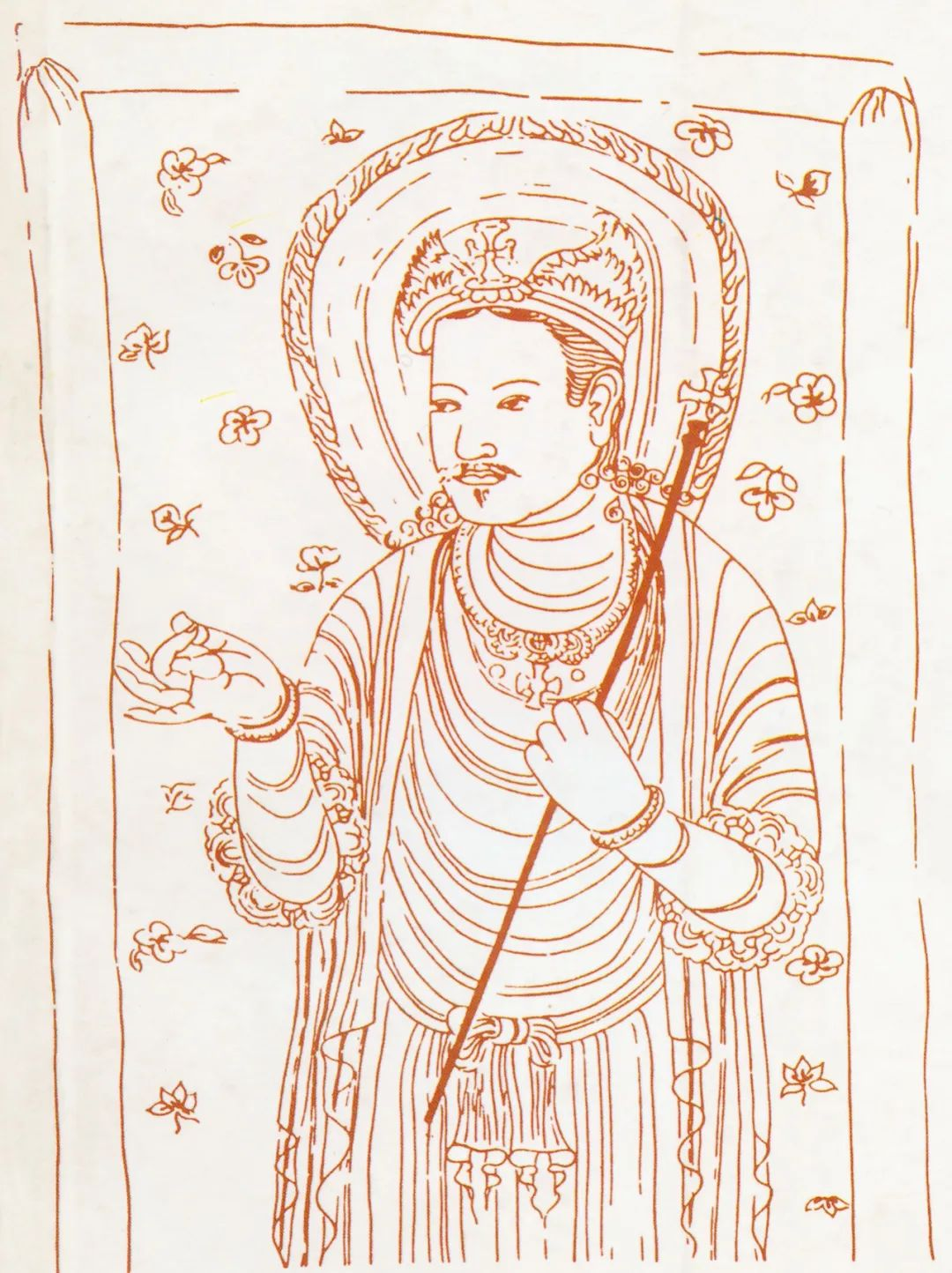
Reconstrucción de la pintura nestoriana de Jesucristo de la Iglesia del Oriente en China, siglo IX.
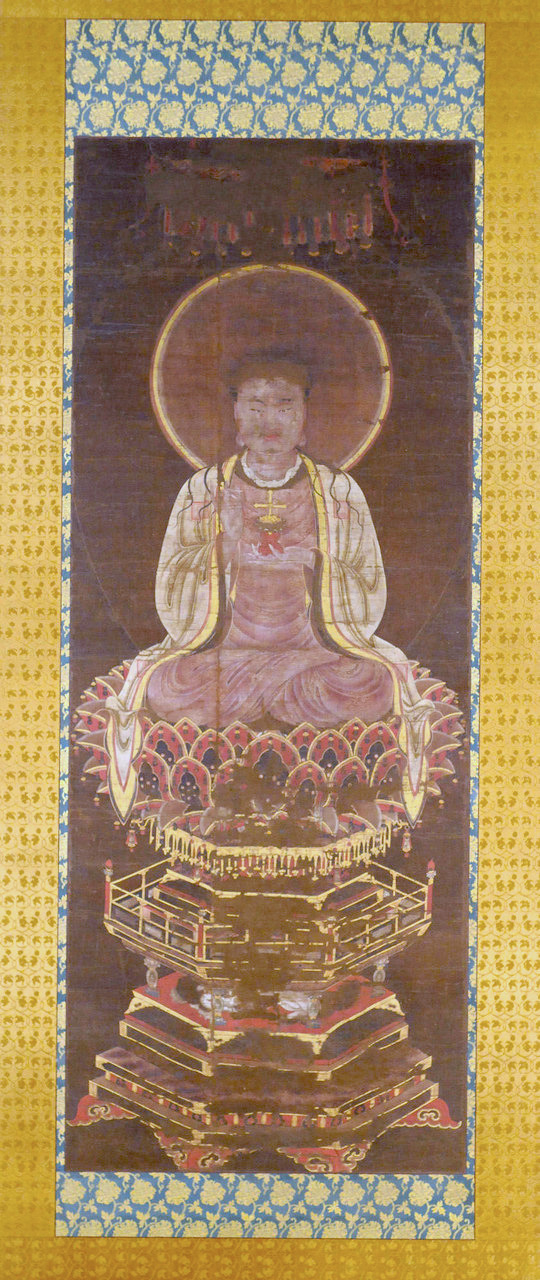
Pintura maniquea del buda Jesús, un rollo colgante chino representa Jesucristo como un profeta maniqueo, siglo XIII.
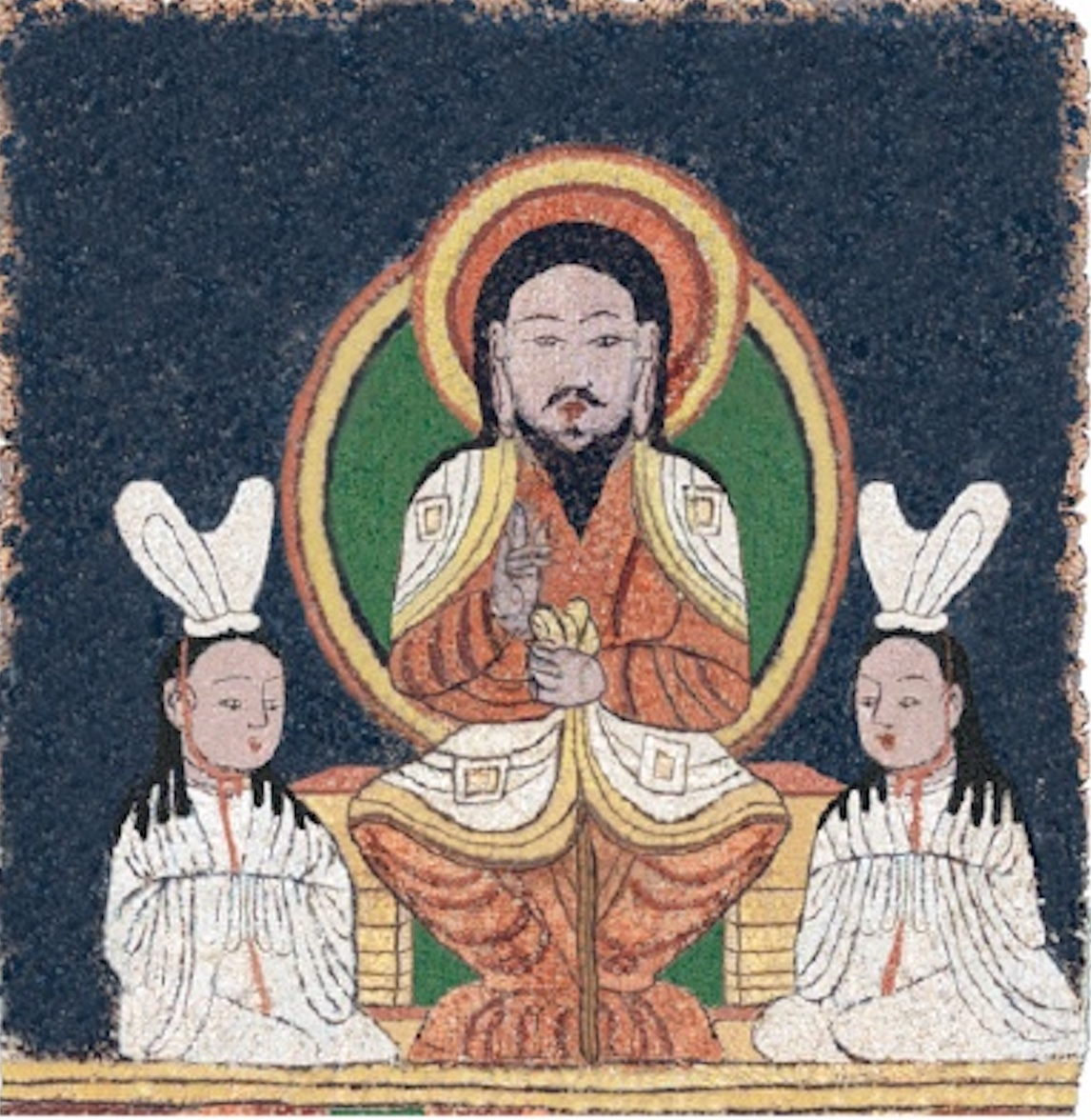
Reconstrucción de la imagen de Jesús entronizado en un pendón maniqueo, descubierto en Karakhoja, siglo X.

### Escultura

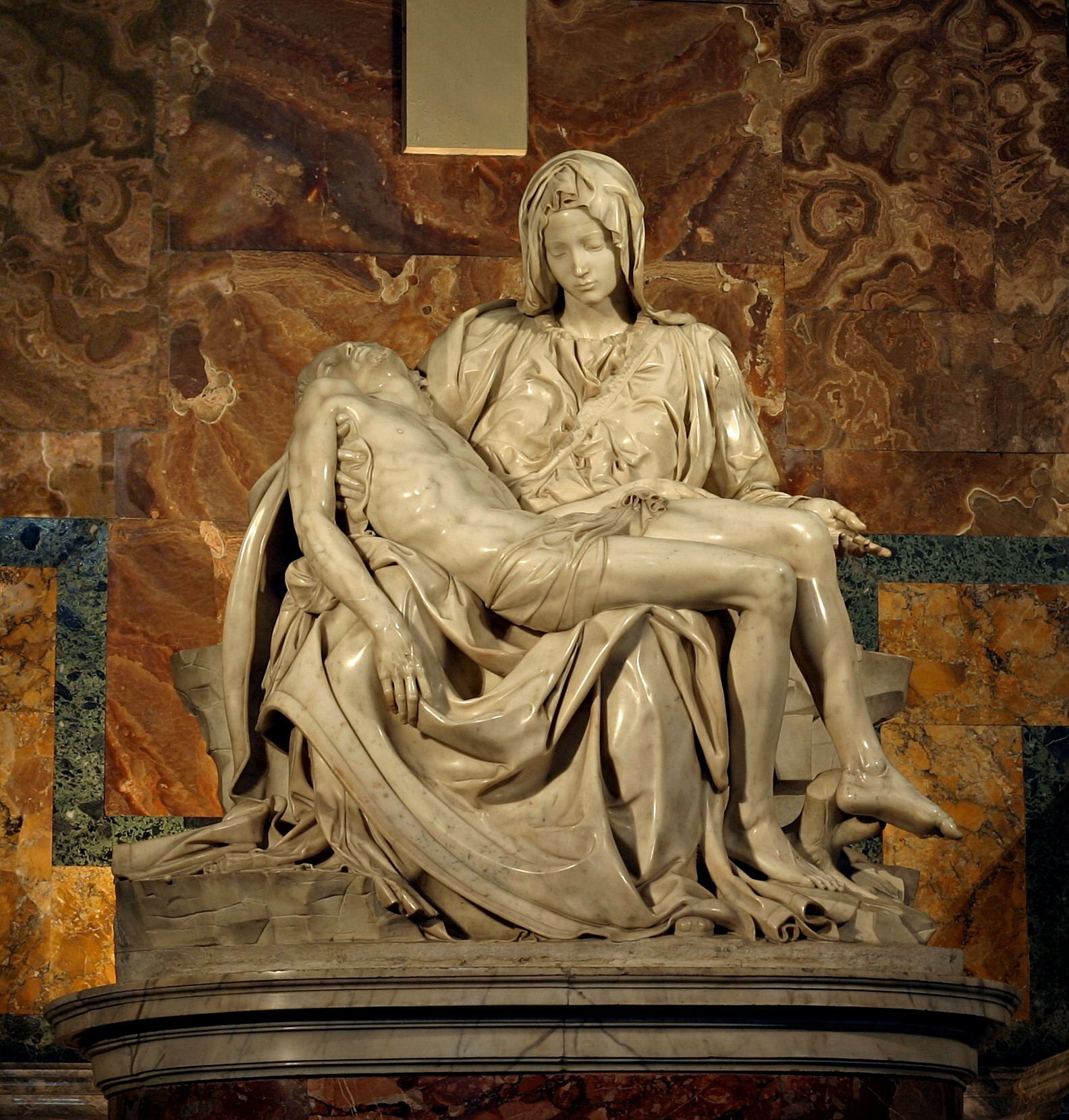
La Piedad por Miguel Ángel, María sosteniendo el cadáver de Jesús.
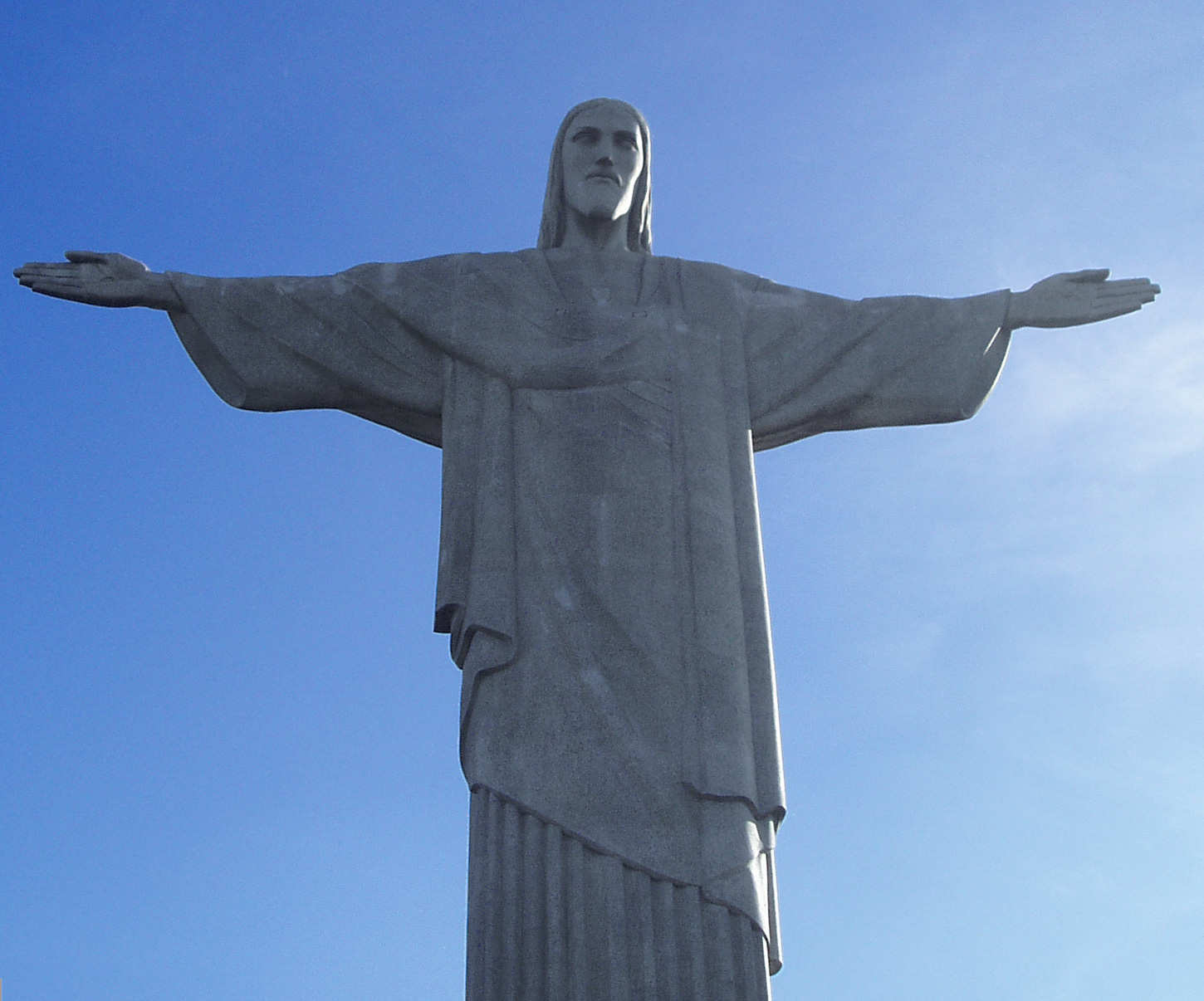
El Cristo Redentor en Río de Janeiro una de las más grandes estatuas de Jesús.
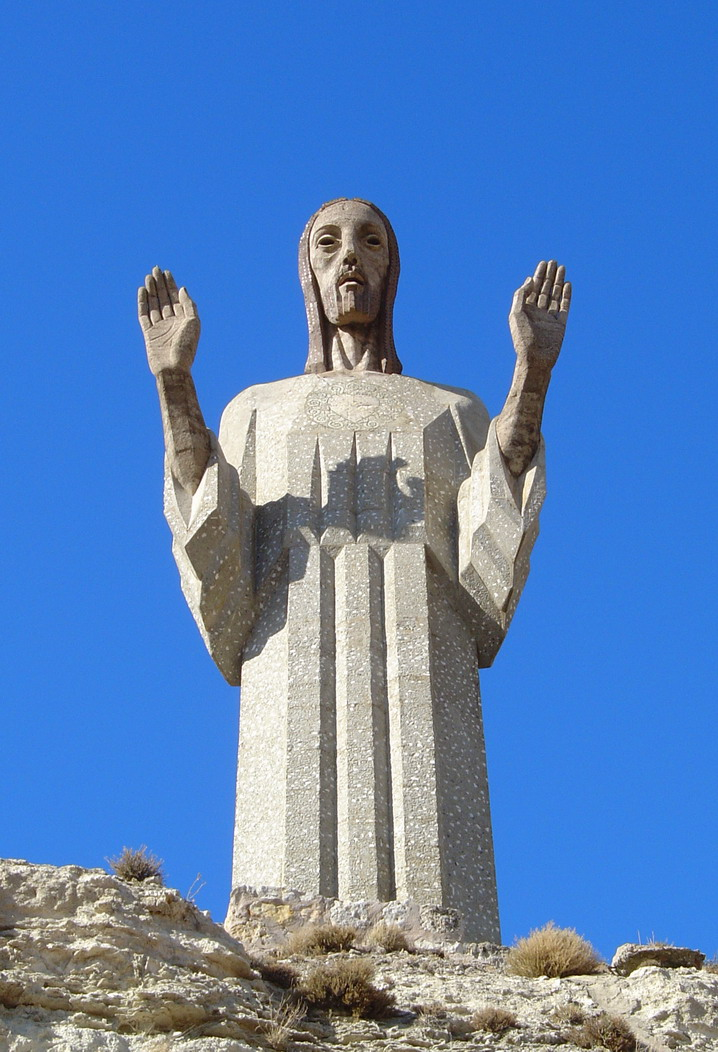
Cristo del Otero, en Palencia, España.
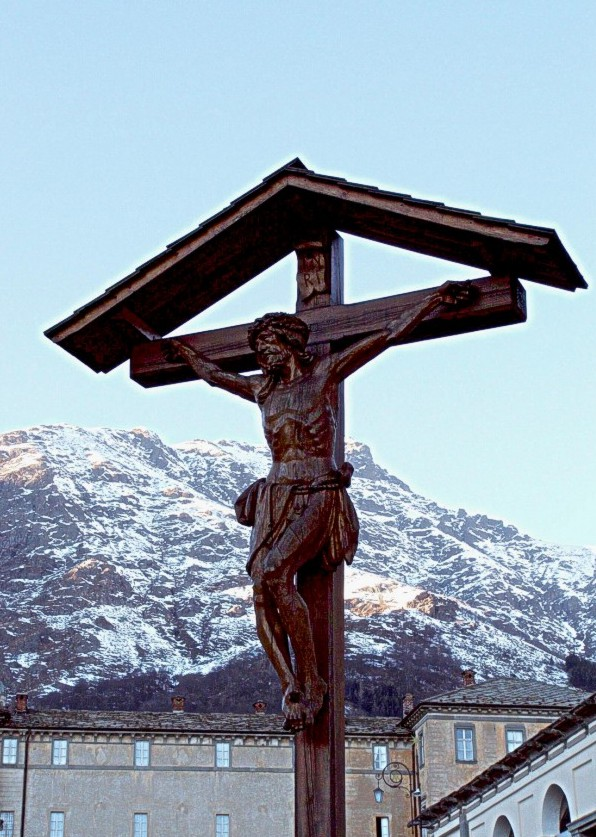
Estatua ent Santuario di Oropa, Italia
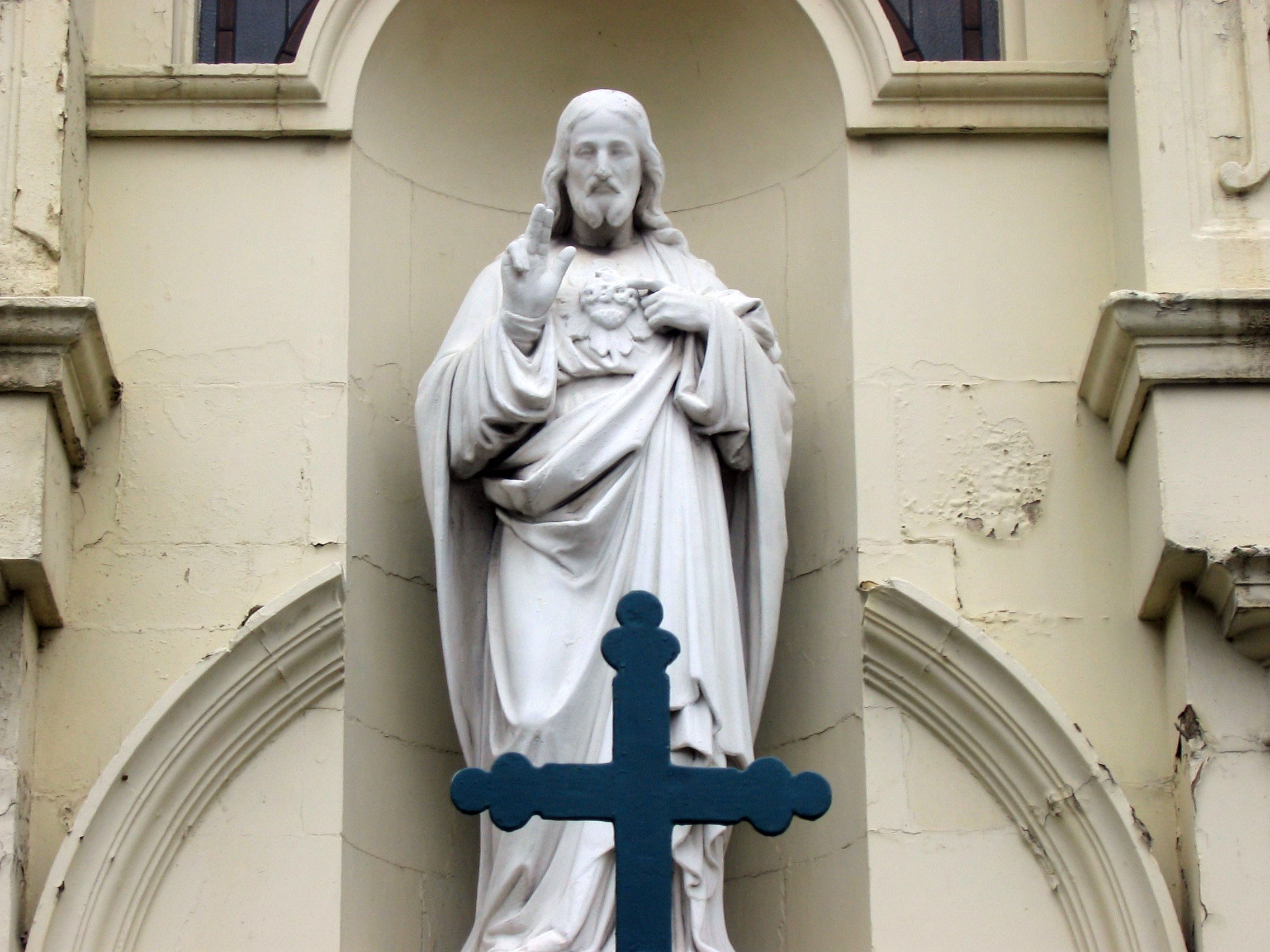
Estatua de Jesús en Londres.
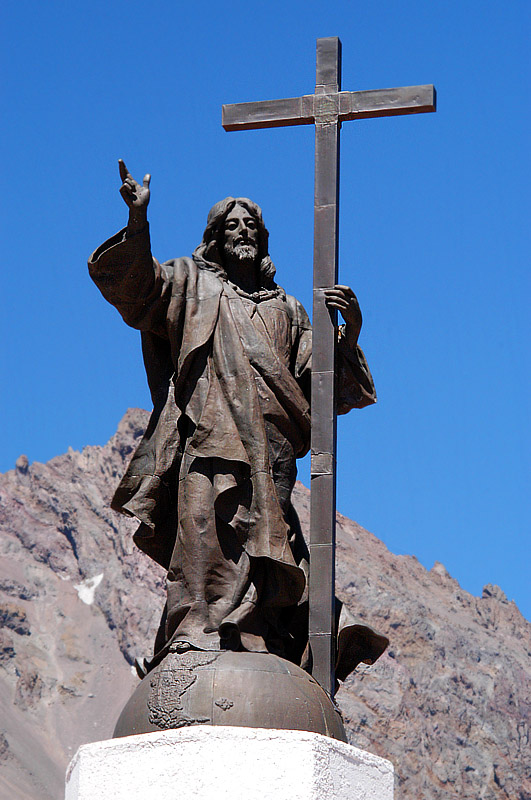
Estatua de 4 toneladas hecha en bronce en los Andes entre Chile y Argentina.
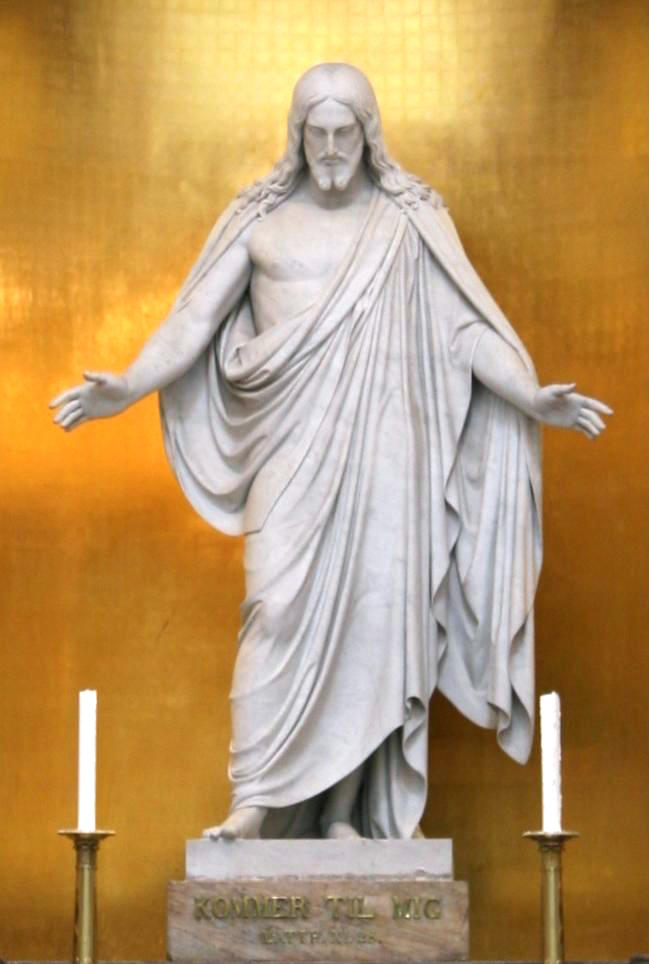
Cristo de Bertel Thorvaldsen, Catedral de Nuestra Señora, Copenhague
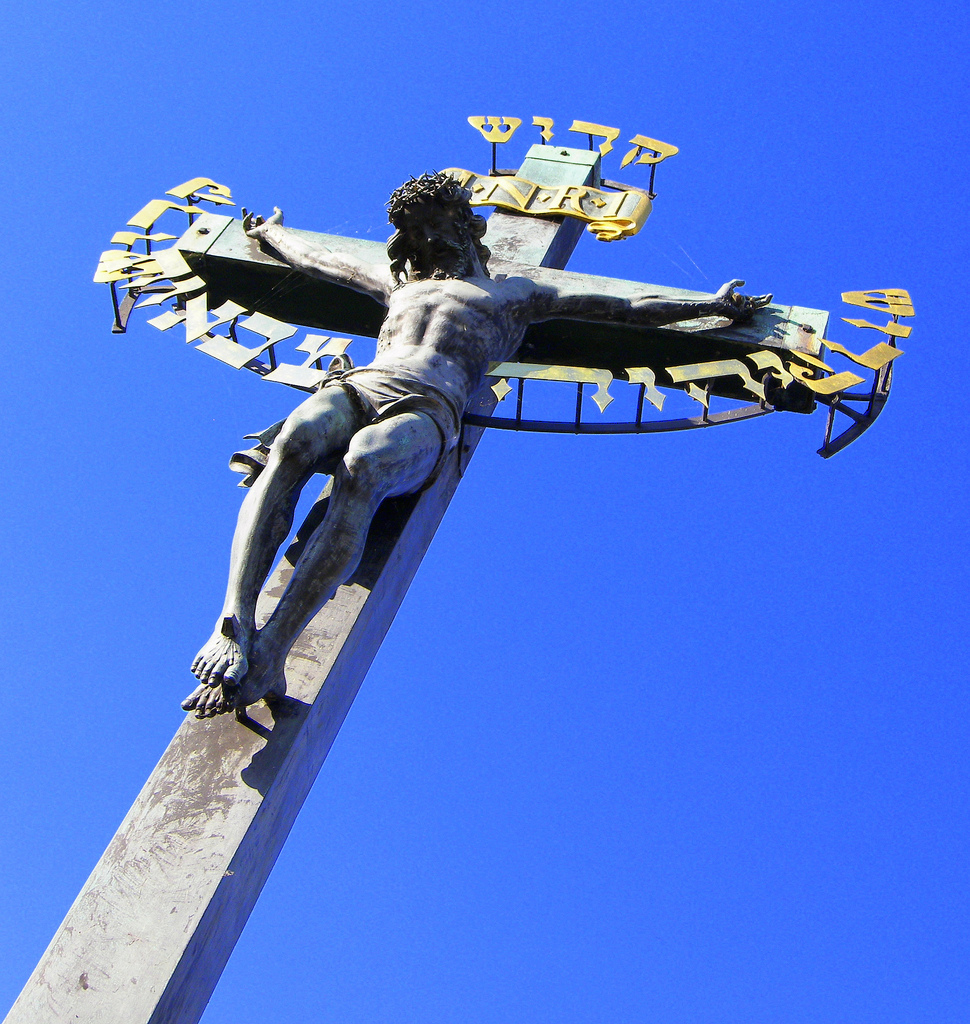
Crucifijo del Puente Carlos, en Praga, la incrispción en hebreo dice "Santo, santo, santo es Yahveh"